# Yossef Romano
Yossef Romano (também conhecido como Joseph Romano ou Yossi Romano; Benghazi, 15 de abril de 1940 - Munique, 5 de setembro de 1972) foi um levantador de peso israelense nascido na Líbia com a equipe israelense que foi para os Jogos Olímpicos de Verão de 1972 em Munique, Alemanha Ocidental. Ele foi o segundo de onze membros da equipe israelense mortos no massacre de Munique por membros palestinos do Setembro Negro durante as Olimpíadas. Ele foi o campeão israelense de levantamento de peso nas categorias leve e médio por nove anos.
Romano nasceu em uma família judia em Benghazi, Líbia, um dos dez filhos de Larnato e Hieria Romano. Quando ele tinha seis anos de idade, Romano e sua família fizeram aliá (imigração judaica para a Terra de Israel) para a Palestina, que ainda estava sob mandato dos britânicos (mais tarde Israel) em 1946. Ele era decorador de interiores de profissão e tinha três filhas com sua esposa, Ilana. Ele morava em Herzliya. Romano lutou na Guerra dos Seis Dias de 1967.
Romano competiu na divisão de levantamento de peso dos médios nas Olimpíadas de 1972, mas não conseguiu completar um de seus levantamentos devido a uma ruptura no tendão do joelho, acontecida em 31 de agosto, e então ele decidiu ficar em Munique para apoiar os demais atletas. Ele deveria voar para casa em Israel em 6 de setembro de 1972, para fazer uma operação no joelho ferido.
Nas primeiras horas da manhã de 5 de setembro de 1972, membros do Setembro Negro invadiram os apartamentos israelenses da Vila Olímpica. Depois de prender os treinadores no primeiro apartamento e ferir o treinador de luta livre Moshe Weinberg no rosto, os sequestradores forçaram Weinberg a levá-los a outros possíveis reféns em outro apartamento. Lá, eles prenderam seis lutadores e levantadores de peso, incluindo Romano. Enquanto os atletas eram conduzidos de volta ao apartamento dos treinadores, Weinberg atacou os sequestradores, o que permitiu que o lutador Gad Tsobari escapasse, mas resultou na morte de Weinberg a tiros. Uma vez dentro do apartamento, Romano atacou os intrusos, cortando Afif Ahmed Hamid no rosto com uma faca e agarrando seu AK-47 antes de ser morto a tiros. De acordo com um relatório divulgado em dezembro de 2015, Romano foi torturado pelos terroristas antes de ser morto. Os terroristas cortaram seus órgãos genitais na frente de seus outros prisioneiros. O cadáver ensanguentado de Romano foi deixado aos pés de seus companheiros durante todo o dia como um aviso. Os outros nove atletas israelenses foram mortos durante uma tentativa frustrada de resgate alemão naquela noite. O episódio ficou conhecido como o Massacre de Munique, devido os resultados da ação palestina e da malsucedida operação da polícia alemã para o resgate dos reféns.
Após a morte de seu filho, a mãe de Romano cometeu suicídio. Vários anos depois, seu irmão também.
Romano foi retratado pelo ator e produtor Sam Feuer no filme de 2005, Munich, dirigido por Steven Spielberg. Depois de ver o filme, Ilana Romano, a viúva de Yossef, disse: "Não temos nenhum problema com isso; pelo contrário, estamos felizes que as pessoas estejam sendo lembradas do que aconteceu em Munique para que nunca aconteça novamente".
Ilana Romano lutou sem sucesso por um momento de silêncio a ser realizado nos Jogos Olímpicos de Verão de 2012 em memória dos atletas israelenses assassinados quarenta anos antes. Em 2014, no entanto, o Comitê Olímpico Internacional concordou em contribuir com US$ 250.000 para um memorial aos atletas israelenses mortos.